# رمي المطرقة في الألعاب الأولمبية الصيفية 2012 - رجال
أقيم نهائي رمي المطرقة رجال في الألعاب الأولمبية الصيفية 2012 يوم 5 أغسطس بالملعب الأولمبي بلندن
الحد الأدنى المؤهل للأولمبيات هو 78.00 م بالنسبة للحد (أ)، و 74.00 م بالنسبة للحد (ب)

## الرقم القياسي
الرقم القياسي العالمي و الأولمبي للفعالية قبل الألعاب الأولمبية :
| الرقم القياسي العالمي  | 86,74 م | يوريي سيديخ الاتحاد السوفيتي     | 30 أغسطس 1986 | شتوتغارت |
| الرقم القياسي الأولمبي | 84,80 م | سيرجيي ليتفينوف الاتحاد السوفيتي | 26 نونبر 1986 | سيول     |

## المتوجون بالميدالية
| الذهبية             | الفضية                 | البرونزية             |
| كريستيان بارس المجر | بريموس كوزموس سلوفينيا | كوجي موروفوشي اليابان |

## وصلات خارجية
- الفعالية على موقع الألعاب الأولمبية 2012